# Семафор у майбутнє
«Семафо́р у майбу́тнє. Апара́т панфутури́стів» — літературний збірник (альманах).
Орган Асоціації панфутуристів — Аспанфут, виданий 1922 року в Києві, з панфутуристичним маніфестом Михайля Семенка, статтями й творами Ґео Шкурупія, Юліана Шпола, Олекси Слісаренка, Мирослава Ірчана, Миколи й Марка Терещенків, Василя Десняка та ін.
Продовженням «Семафора у майбутнє» був «Жовтневий збірник панфутуристів» (1923).